# Navsari
Navsari è una suddivisione dell'India, classificata come municipality, di 134 009 abitanti, capoluogo del distretto di Navsari, nello stato federato del Gujarat. In base al numero di abitanti la città rientra nella classe I (da 100 000 persone in su).

## Geografia fisica
La città è situata a 20° 51' 0 N e 72° 55' 0 E e ha un'altitudine di 8 m s.l.m.

## Società

### Evoluzione demografica
Al censimento del 2001 la popolazione di Navsari assommava a 134 009 persone, delle quali 69 766 maschi e 64 243 femmine. I bambini di età inferiore o uguale ai sei anni assommavano a 14 294, dei quali 7 714 maschi e 6 580 femmine. Infine, coloro che erano in grado di saper almeno leggere e scrivere erano 102 064, dei quali 55 822 maschi e 46 242 femmine.